# Spannungsstabilisierung
Unter Spannungsstabilisierung versteht man in der Elektrotechnik und Elektronik das Stabilisieren, also das Konstanthalten der elektrischen Spannung trotz variablem Strom.
Das Stabilisieren von Spannungen wird beim Einsatz von elektrischen Bauelementen und elektronischen Komponenten erforderlich, welche stabile Spannungen von beispielsweise 5 V benötigen. Einfache elektrische Schaltungen, beispielsweise die Speisung handelsüblicher Glühlampen, können durchaus Spannungsschwankungen zulassen, bei hochintegrierten Schaltungen (ICs), etwa Prozessoren, können aber bereits kleine Spannungsschwankungen zu Fehlfunktion oder Versagen der Komponenten führen.

## Formen und Anwendung
Generell werden solche Maßnahmen bei den bereits erwähnten empfindlichen elektronischen Schaltkreisen eingesetzt. Auch sind solche festigenden Mittel vonnöten, sofern kurzzeitig große Ströme entstehen, wie beim Einsatz von größeren induktiven Lasten wie Motoren oder ähnlichem (Einschaltstrom).
Bei Gleichspannung verwendet man elektrische Komponenten wie Kondensatoren, Z-Dioden oder Spannungsregler.

## Kenngrößen

### Stabilisierungsfaktoren
Die Stabilisierungsfaktoren charakterisieren den Einfluss der Schaltung auf Schwankungen der Quellenspannung {\displaystyle U_{0}}.
Die Spannungsstabilisierung arbeitet umso besser, je größer der Stabilisierungsfaktor und je kleiner der Innenwiderstand {\displaystyle r_{\mathrm {i} }} ist.

#### Absolut
Der absolute Stabilisierungsfaktor oder Glättungsfaktor ist definiert als:
{\displaystyle G=g={\frac {\Delta U_{0}}{\Delta U_{\mathrm {a} }}}} (bei Nennlast).

#### Relativ
Der relative Stabilisierungsfaktor ist:
{\displaystyle {\begin{aligned}S&={\frac {\frac {\Delta U_{0}}{U_{0}}}{\frac {\Delta U_{\mathrm {a} }}{U_{\mathrm {a} }}}}&={\frac {\Delta U_{0}}{\Delta U_{\mathrm {a} }}}{\frac {U_{\mathrm {a} }}{U_{0}}}&=G\cdot {\frac {U_{\mathrm {a} }}{U_{0}}}\end{aligned}}} (bei Nennlast).

### Innenwiderstand
Der Innenwiderstand berechnet sich nach:
{\displaystyle r_{\mathrm {i} }={\frac {\Delta U_{\mathrm {a} }}{\Delta I_{\mathrm {L} }}}} für {\displaystyle U_{0}={\text{konstant}}}.

## Glätten

Herstellung von Gleichspannung
oben: Sinusförmige Wechselspannung
darunter: pulsierende Gleichspannung nach Einweg- respektive Zweiweggleichrichtung

Mit „Glätten“ bezeichnet man das Umwandeln einer pulsierenden Gleichspannung, wie sie beispielsweise beim Gleichrichten entsteht, in eine möglichst konstante Gleichspannung.
Das Glätten wird häufig durch Kondensatoren (Glättungskondensatoren) erreicht, die parallel zur Quelle der pulsierenden Spannung (Gleichrichter) geschaltet werden. Bei ausreichend hoher Kapazität können sie viel Ladung aufnehmen. Sobald die Spannung sinkt, kann die gespeicherte Ladung wieder abgegeben werden, ohne dass die Spannung zu stark einbricht. Somit üben sie eine puffernde Wirkung auf die angeschlossene Spannungsquelle aus. Trotzdem ist die entstehende Gleichspannung oft noch nicht vollständig frei von Wechselspannungsanteilen, man spricht von Restwelligkeit (Brummspannung). Zweiweggleichrichtung hat den Vorteil, dass sich die Frequenz verdoppelt und deshalb der Filteraufwand sinkt.
Zum weiteren Glätten der Spannung werden zusätzlich auch Drosseln verwendet. Sie werden in den Strompfad eingeschaltet (Reihenschaltung). Weil ihre Induktivität den Stromschwankungen entgegenwirkt, helfen sie, die Restwelligkeit weiter zu verringern und so die Ausgangsspannung zu glätten. Nachteilig sind Gewicht und Volumen.
Z-Dioden können eingesetzt werden, um Spannungen zu begrenzen, die ihre Durchbruchsspannung überschreiten. Sie können ebenfalls die Restwelligkeit verringern. Z-Dioden müssen immer zusammen mit einer Strombegrenzung (z. B. einem Vorwiderstand) betrieben werden, an welchem die Spannungsschwankungen abfallen. Parallel zur Z-Diode wird die weiter geglättete (und verringerte) Spannung abgenommen.
Wichtig: Z-Dioden können die Restwelligkeit nur verringern, indem sie Überspannung beseitigen, Unterspannungen können sie nicht ausgleichen. Darum können sie nur für bereits vorgeglättete Spannungen eingesetzt werden.
Als besonders wirksame Methode zum Glätten hat sich der Einsatz elektronischer Spannungsstabilisatoren etabliert. Diese werden direkt mit dem Ladekondensator verbunden und verringern die Restwelligkeit sehr stark. Elektronische Spannungsstabilisatoren gibt es in großer Zahl und Bauart: Festspannungsregler, Regler für kleine und große Ströme und auch mit einstellbarer Ausgangsspannung.

### Glättungsfaktor
Siehe: absoluter Stabilisierungsfaktor!

## Sieben
Siebung wird oft gleichbedeutend mit Glätten gesehen – siehe auch: Glättungskondensator. Es kann aber auch das Trennen von Wechselspannungen (-strömen) sehr unterschiedlicher Frequenz Siebschaltungen gemeint sein.
Das Beseitigen von hochfrequenten Störspannungen auf einer niederfrequenten (Netz-)Spannung wird oft als Siebung bezeichnet.
Dabei kann es das Ziel sein, das Eindringen hochfrequenter Störungen in ein Gerät (Empfänger) zu verhindern.
Auch der umgekehrte Fall kommt vor. Die Anschlüsse eines Schaltnetzteils werden üblicherweise mit „Siebgliedern“ versehen, die das Austreten hochfrequenter Störspannungen aus dem Gerät verhindern sollen.
Typische Siebschaltungen sind als Tiefpass ausgeführt.
Siebschaltungen arbeiten typischerweise in einem breiten Frequenzbereich und sind nicht sehr selektiv. Sie sollen ja ein breites Frequenzband (Frequenzgemisch) unterdrücken oder „heraussieben“.
Im Gegensatz dazu stehen schmalbandige Filterschaltungen (Schwingkreise, Bandfilter etc.), die verwendet werden, um aus mehreren Frequenzen (Funksignalen) eine bestimmte Frequenz (einen Sender) zu filtern. Die gefilterten Signale werden üblicherweise zur weiteren Verarbeitung verstärkt (Verstärkung).

### Siebfaktor
Der Siebfaktor {\displaystyle s} gibt an, wie viel Mal größer die Welligkeitsspannung (Brummspannung) am Eingang des Siebglieds {\displaystyle U_{\mathrm {w} \,1}=U_{\mathrm {Br} \,1}} ist als am Ausgang {\displaystyle U_{\mathrm {w} \,2}=U_{\mathrm {Br} \,2}}:
{\displaystyle s={\frac {U_{\mathrm {w} \,1}}{U_{\mathrm {w} \,2}}}={\frac {U_{\mathrm {Br} \,1}}{U_{\mathrm {Br} \,2}}}\,.}